# 清水栄一
清水 栄一（しみず えいいち、1978年2月7日 - ）は、日本の漫画家である。
大阪府出身。血液型は不明。現在、相方下口智裕と『ULTRAMAN』を連載中。担当は原作脚本・メカデザイン・メカ作画担当で、一部キャラクターデザインも担当している。

## 作品

### 漫画
- 鉄のラインバレル（『チャンピオンRED』）
- ULTRAMAN（『月刊ヒーローズ』）
- ゲッターロボ デヴォリューション -宇宙最後の3分間-（『別冊少年チャンピオン』）
- BATMAN JUSTICE BUSTER（『モーニング』）

### ゲーム
- アンチェインブレイズ レクス（2011年）キャラクターデザイン（ルシアス）
- スーパーロボット大戦V（2017年）メカニックデザイン（ヴァングレイ、ヴァングネクス、グランヴァング）
- BORDER BREAK（2019年）一部キャラクターデザイン
- スーパーロボット大戦30（2022年）『ゲッターロボ デヴォリューション』の声優キャスティング[2]、BGM「皇帝の欠片」作曲

### その他コンテンツ
- 武装神姫（2007年）キャラクターデザイン（寅型MMS ティグリース、丑型MMS ウィトゥルース）

## 出演

### Webドラマ
- ウルトラマンオーブ THE ORIGIN SAGA 第7話（2017年2月6日、Amazonプライム・ビデオ） - 特別出演